# NorteShopping (Senhora da Hora)

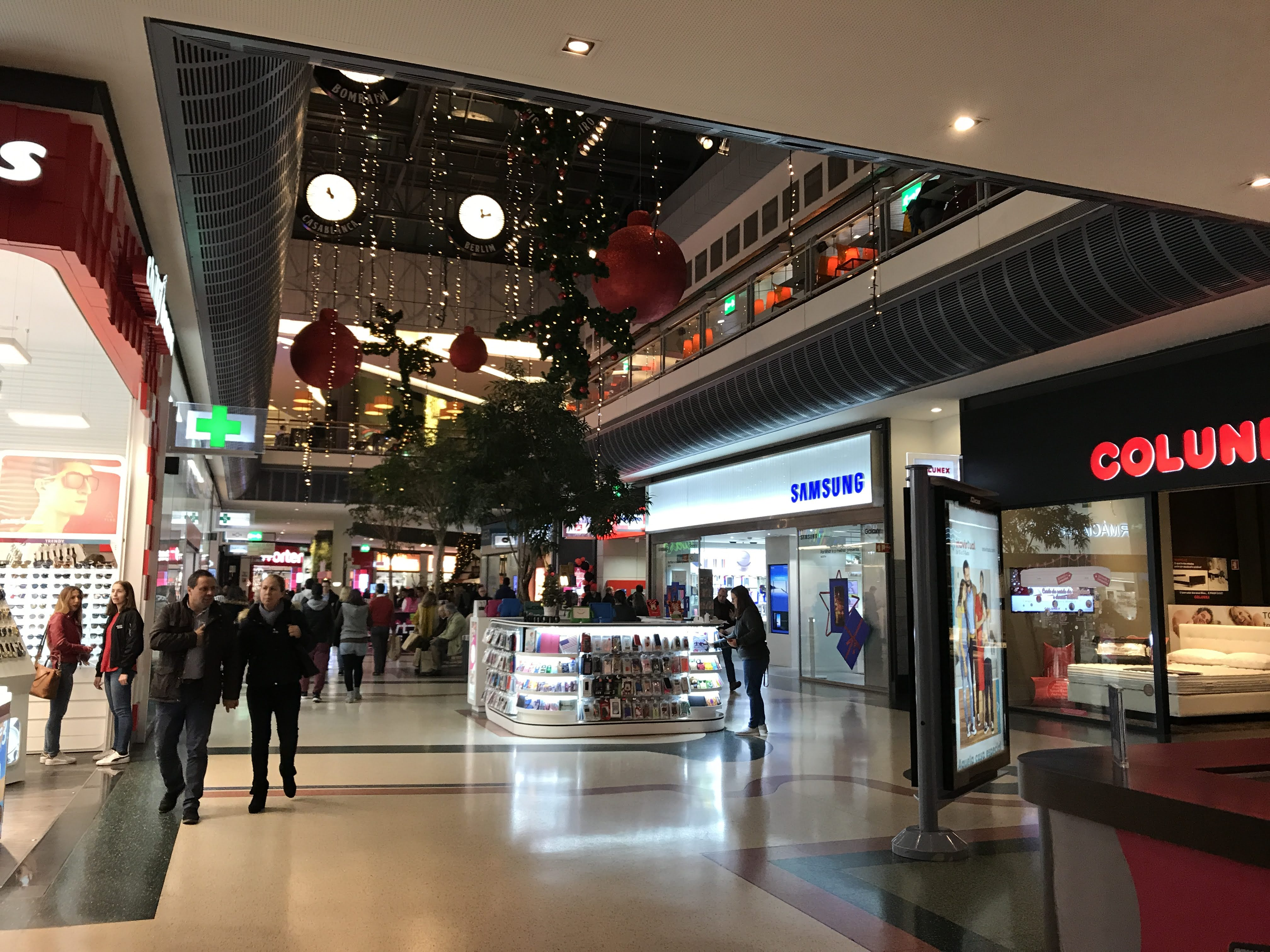

O NorteShopping é um centro comercial localizado na cidade da Senhora da Hora, em Matosinhos, Portugal, o maior do Norte do País em ABL. É detido, em partes iguais, pelo Fundo Sierra e pela Nuveen.

## Breve introdução
É um dos centros comerciais mais modernos da Europa, com 85 663 m² de área bruta locável, 270 lojas e 5 400 lugares de estacionamento.
O NorteShopping foi, também, o primeiro centro comercial português onde os temas como a gestão de resíduos, a minimização dos consumos energéticos, o combate ao ruído, o cuidado com a qualidade do ar e da água e a sensibilização ambiental, mereceram particular atenção.

## Localização
Situa-se entre a zona urbana da Srª. da Hora e a Zona Industrial do Porto, apresentando assim uma localização bastante favorecido pelas várias vias de comunicação que se cruzam na rotunda da AEP. Os clientes têm ligação direta entre o shopping e o hipermercado Continente, também pertencente ao Grupo Sonae, através de ascensores e escadas rolantes.

## Caracterização e arquitectura
Com uma decoração alusiva ao património industrial, o NorteShopping introduz no universo dos centros comerciais uma dinâmica de lazer, centrada na valorização do património industrial, como valor cultural.
Tem as suas raízes na indústria do passado, protegendo os seus valores técnicos, oferecendo-os à comunidade e aos consumidores que o frequentam.
Com a escolha deste tema pretende-se invocar a antiga fábrica Efanor, uma das fábricas têxteis mais importantes para o contributo do desenvolvimento industrial de Portugal. Esta homenagem tem uma razão fácil ser apreendida: o NorteShopping está implantado no terreno onde se situava a antiga fábrica.
A força da tematização está bem patente na Praça da Restauração. Aqui o visitante encontrará uma grande identificação com a arquitetura da Revolução Industrial. As fachadas reproduzem as tipologias arquitetónicas mais significativas nos diversos ambientes recriados. Procurou-se formar um cenário de grande potencial lúdico e cultural associado ao carácter de “rua” que o próprio conceito do centro comercial tenta reproduzir.

### Máquina a vapor
Numa das praças do NorteShopping, foi instalada uma máquina a vapor que foi recuperada da antiga fábrica de Paleão. É uma máquina do fim do século XVIII, bastante rara e directamente relacionada com a transformação da energia a vapor em energia mecânica.
A propósito da recuperação desta máquina foi editada uma monografia sobre o seu estudo histórico e técnico. A máquina a vapor assume-se assim como uma referência monumental e evocativa à fruição pública, alundindo a outros tempos e outras memórias.

## História
Aproveitando uma área já existente, renovada e expandida, o NorteShopping surge no contexto português com características altamente inovadoras, tendo-se tornado num espaço de referência.
Depois de uma operação de restyling significativa, o espaço até então denominado Centro Comercial Continente de Matosinhos, tornou-se em 1998 o maior Centro Comercial do Norte de Portugal e um dos mais modernos da Europa mudando o seu nome para NorteShopping. O centro ficou com 72. 249 mil m² de área bruta locável, 288 lojas, um centro de diversões, um conjunto de serviços ao Cliente alargado e 4.400 lugares de estacionamento.
O NorteShopping está fortemente conotado com um tema – a industrialização – numa homenagem ao local onde o centro foi construído. Onde hoje existe o NorteShopping, funcionou a antiga fábrica Efanor, uma das fábricas textéis mais importantes no contributo para o desenvolvimento industrial de Portugal.
O NorteShopping assume verdadeiras preocupações ambientais que o colocam na linha da frente dos centros comerciais da geração verde. Foi o primeiro Centro Comercial onde temas como a gestão de resíduos, a minimização dos consumos energéticos, o combate ao ruído, o cuidado com a qualidade do ar e da água e a sensibilização ambiental, estão em permanente actualização e merecem toda a atenção.
O maior Centro Comercial do Norte reúne todas as características para ser entendido como um pólo dinamizador das relações sócio culturais do Grande Porto. O NorteShopping promove frequentemente exposições na sua área comercial e tem um espaço privilegiado, inteiramente dedicado à arte, o Espaço Cultural, um local concebido de raiz pelo conceituado arquitecto Eduardo Souto Moura e onde estão patentes diversas exposições durante todo o ano.

## Expansão
O que o centro comercial propôs à Câmara de Matosinhos foi uma permuta de terrenos e uma troca de capacidade construtiva. Isto é, o NorteShopping alargou-se, ocupando o parque de estacionamento exterior junto às bombas de gasolina, que era de domínio público e tem oito mil metros quadrados. Em troca, ofereceu à Autarquia um terreno, com cinco mil metros quadrados e 21 mil metros de capacidade construtiva, junto ao cemitério da Senhora da Hora.
A proposta foi analisada pela Câmara Municipal de Matosinhos em 17 de abril de 2015.
A ampliação para sul do atual edifício traduziu-se num aumento de 14.000 m2 de área bruta acima do solo e destina-se a comércio, serviços, restauração e atividades complementares próprias de um centro comercial. Para além disso disponibiliza mais 1.000 novos lugares de estacionamento distribuídos por 4 pisos. A expansão também passará pela transferência dos cinemas para a cobertura do NorteShopping.
Em 2019, Depois da Demolição de Bowling o NorteShopping sofreu algumas remodelações e renovações, através da inauguração de novos espaços e a expansão de alguns já existentes. Em Setembro do ano de 2019, inaugurou-se um espaço trendy de restauração - The CookBook – combina zonas de refeição, de trabalho e lazer, uma decoração vintage e é inspirada nos livros de receitas e nas cozinhas tradicionais. Apresenta uma área de 2.470 m2 de GLA, sendo que só o piso de baixo tem 1.300 m2, disponibilizando 1.000 lugares sentados.
O The CookBook permite-nos encontrar uma ampla variedade gastronómica, como daTerra, O Forno do Leitão do Zé, RT Focaccias By Reitoria, Chutnify, O Maldito, Crave, Noori Sushi, Confeitaria Moura, Cremosi, Zenith – Brunch & Cocktails, Pura, Bowls, Noodle by Ro, Oh My Dog, Steak and Beer House e Lao Bao, restaurantes estes encontrados normalmente fora dos Centros Comerciais.
Para além disso para os apaixonados pela comida italiana, o The CookBook apresenta o Italian Republic e o Tomatino. Já implementados no centro, encontramos neste novo espaço o renovado McDonald´s, Sr. Frango da Guia e a A Cascata.
Ainda no ano de 2019, o NorteShopping inaugura um renovado espaço com lojas Inditex, nomeadamente a Bershka, Pull&Bear, Stradivarius e Zara. A expansão da Zara trouxe variadíssimas novidades, estando equipada com a tecnologia mais recente e inovadora, apresenta assim, um ponto de recolha para as encomendas feitas online através da leitura do código QR ou de um PIN específico para cada encomenda. Este ponto de recolha tem capacidade para 900 encomendas em simultâneo, garantindo a entrega imediata ao cliente.
Em 2020 foi inserido um conceito pioneiro no NorteShopping, o Galleria, área esta focalizada nas marcas de moda premium. Esta nova zona de impacto foi inaugurada a 21 de outubro de 2020, dia em que o centro comercial celebrou os 22 anos de existência.

## Prémios
- Award of Excellence da The Wordshipful Company of Chartered Surveyors;

- The International Concil of Shopping Centers award for Sonae SgPS for NORTESHOPPING for the best extension.